# Huset Buddenbrook
Huset Buddenbrook eller Buddenbrooks (tysk: Buddenbrooks: Verfall einer Familie) er en roman fra 1901 af Thomas Mann. Den beskriver en økonomisk og menneskelig nedtur for en rig tysk købmandsfamilie i perioden fra 1835 til 1877. Det er Manns første roman, som var baggrunden for, at han modtog Nobelprisen i litteratur i 1929.
Byen, hvor Buddenbrooks bor, deler så mange gadenavne og andre detaljer med Manns fødeby Lübeck at det ikke kan være en tilfældighed. Romanen beskriver en periode med de store politiske omvæltninger, der førte til dannelsen af det tyske kejserrige. De historiske begivenheder står dog kun som kulisse for fortællingen, der fokuserer på fire generationer i familien Buddenbrooks udvikling fra storhed til forfald.
Bogen er oversat til dansk af Johannes Wulff (Huset Buddenbrook) og igen i 2002 af Niels Brunse (Buddenbrooks).
Romanen er filmatiseret flere gange, bl.a. ved den tyske stumfilm Buddenbtooks (da.: Det gamle Købmandshjem) fra 1923.